# Anna-Lena Pehrsson
Anna-Lena Pehrsson, född den 14 januari 1942 i Stockholm, död 23 september 2022 i Stockholm, var en svensk förlagsredaktör och författare. Hon gick i Whitlockska samskolan från första klass till studenten och fortsatte sedan med studier i Uppsala, där hon läste latin, idé- och lärdomshistoria, etnografi, och konsthistoria. 1969 blev hon filosofie licentiat i idé- och lärdomshistoria på en avhandling om Sveriges första barnläkare, Nils Rosén von Rosenstein.
Så småningom fick Anna-Lena Pehrsson jobb som tidningsredaktör på läkemedelsföretaget Recip. Hon blev sedan chefredaktör och ansvarig utgivare för tidningarna Recip Reflex och Journalen från Kabi Vitrum. 1987 lämnade hon tidningsbranschen och började i stället som förlagsredaktör och projektledare på Förlagshuset Gothia. Bland alla böcker inom området medicin och hälsa som Pehrsson varit ansvarig för finns de båda bästsäljarna Vänta barn och Leva med barn, den senare skriven av barnläkaren Lars H Gustavsson. Dessa böcker delas ut till alla blivande och nyblivna föräldrar i Sverige.
2004 slutade Pehrsson på Gothia men fortsatta att jobba med en del redigeringsuppdrag.